# Bunker Hill (Kansas)
Bunker Hill – miasto w Stanach Zjednoczonych, w stanie Kansas, w hrabstwie Russell.